# متنزه شلالات بترميلك الحكومي
حديقة شلالات بترميلك الحكومي، تبلغ مساحتها ٨١١ قدم ( ٢ كم ٣.٢٨ ) وتقع في جنوب غرب إيثاكا، نيويورك، الولايات المتحده. مثل حديقه روبرت اتش تريمان الحكومية، جزء من الأرض كان من شأنها أن تصبح حديقه الولاية من روبرت ولورا تريمان في عام ١٩٢٤.

## تاريخ
شلالات بترميلك سميت هكذا بسبب مظهرها الرغوي لمياهها المتماوج. وقد ورد وصف تسمية السلسلة في عام 1866،
مشتق من السيل الجبلي، لقدومه متدفقاَ فوق الصخور الحاده من قاعها في كتله من الرغوة الكثيفه، رغوه زبد، التي اقترحت بوضوح إلى مواطنها المحلي اسم شلالات بترميلك.
لقد قدم مساحه اصليه تبلغ 164 أكر (0.66 كـم2) من الحديقة كهدية لولاية نيويورك من قبل روبرت ولورا تريمان في عام 1924. نمت إلى حجمها الحالي 811 أكر (3.28 كـم2) من خلال عمليات الاستحواذ على الولايات في السنوات التي تلت ذلك.
ولقد ذكر جندي عصر الحرب الثورية جوزيف بلومب مارتن شلالات بترميلك في مذكراته ؛ مع ذالك، هو كان يشير إلى شلالات هايلاند الحالية في وادي هدسون وليس في إيثاكا ، نيويورك. 

## وصف متنزه
يتميز المتنزه شلالات اللبن ب10 شلالات في المجموع، مع كون شلالات اللبن عامل الجذب الرئيسي. توفر الحديقة أيضًا شاطئًا واكواخ وصيد الأسماك والمشي لمسافات طويلة وصيد الغزلان والقوس وطرق طبيعية والجناحين وملعبًا وملاعبً وبرامج ترفيهية ومخيمًا مع مواقع للخيام وللمقطورات.

### الممرات
ممرات تشمل الممرات الطبيعيه في المتنزه ويتضمن ممر المضيق، وهو ينخفض حوالي 600 قدم (180 م) على طول الممر . ممر الخانق هو يكمل بوسطه ممر ريم على الجانب الآخر من الخور، مما جعله عباره عن حلقة بطول 1.5 ميل (2.4 كـم). وراء هذين المسارين ممر الدب واللذي يستمر حتى شلالات اللبن الخور إلى بحيرة تريمان فولز وشلالات بحيرة تريمان . الممر الي البحيرة وحولها هو 1.5 ميل (2.4 كـم). في طرف البحيرة ممر بحيرات الاصابع . ممر اخر في المتنزه هو ممر الصنوبر، وهو يدور حول المستنقع بالقرب من منطقة وقوف السيارات الرئيسية (السفلى) ويبلغ طوله حوالي 1 ميل (1.6 كـم) .

## المعرض

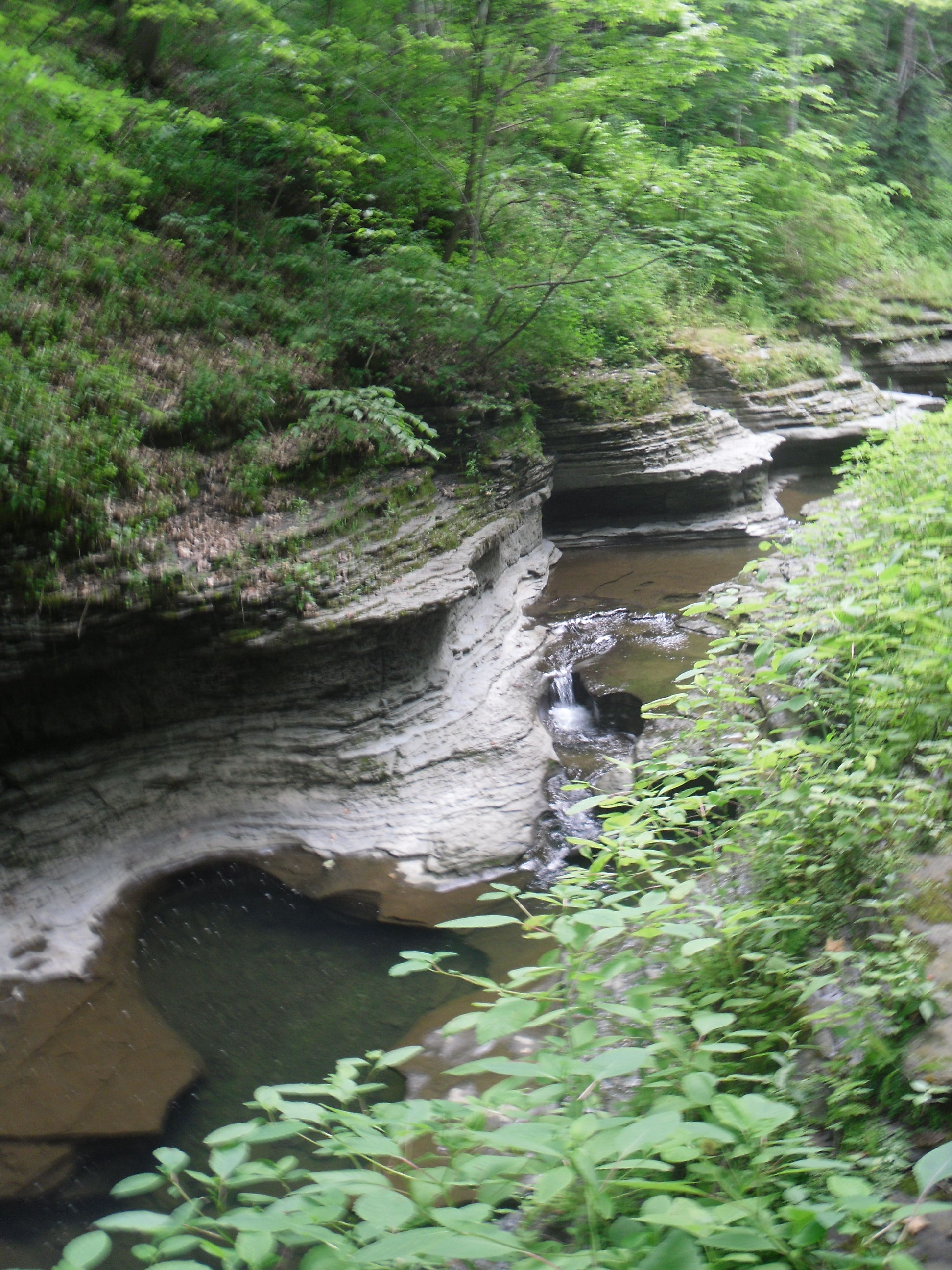
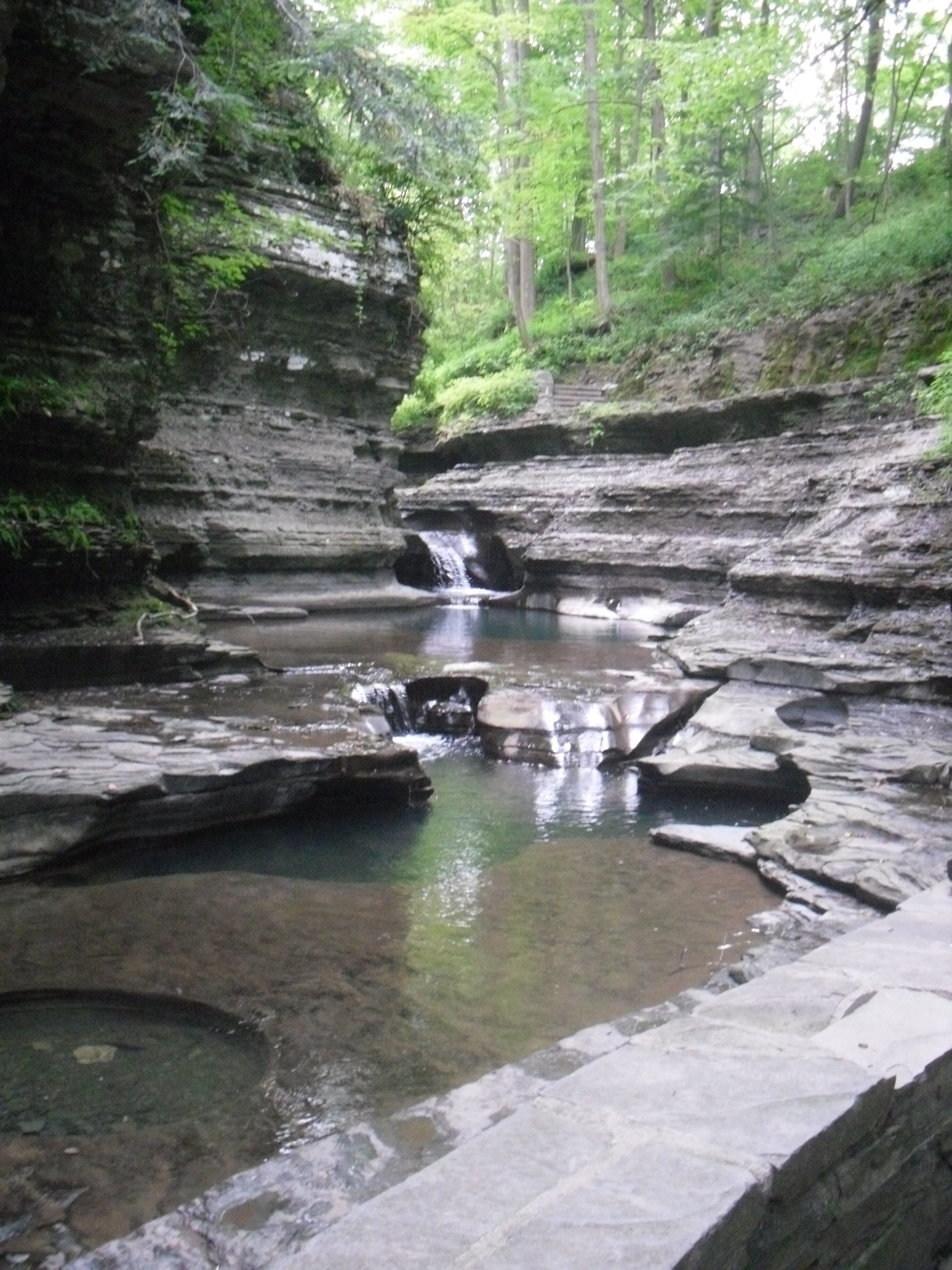
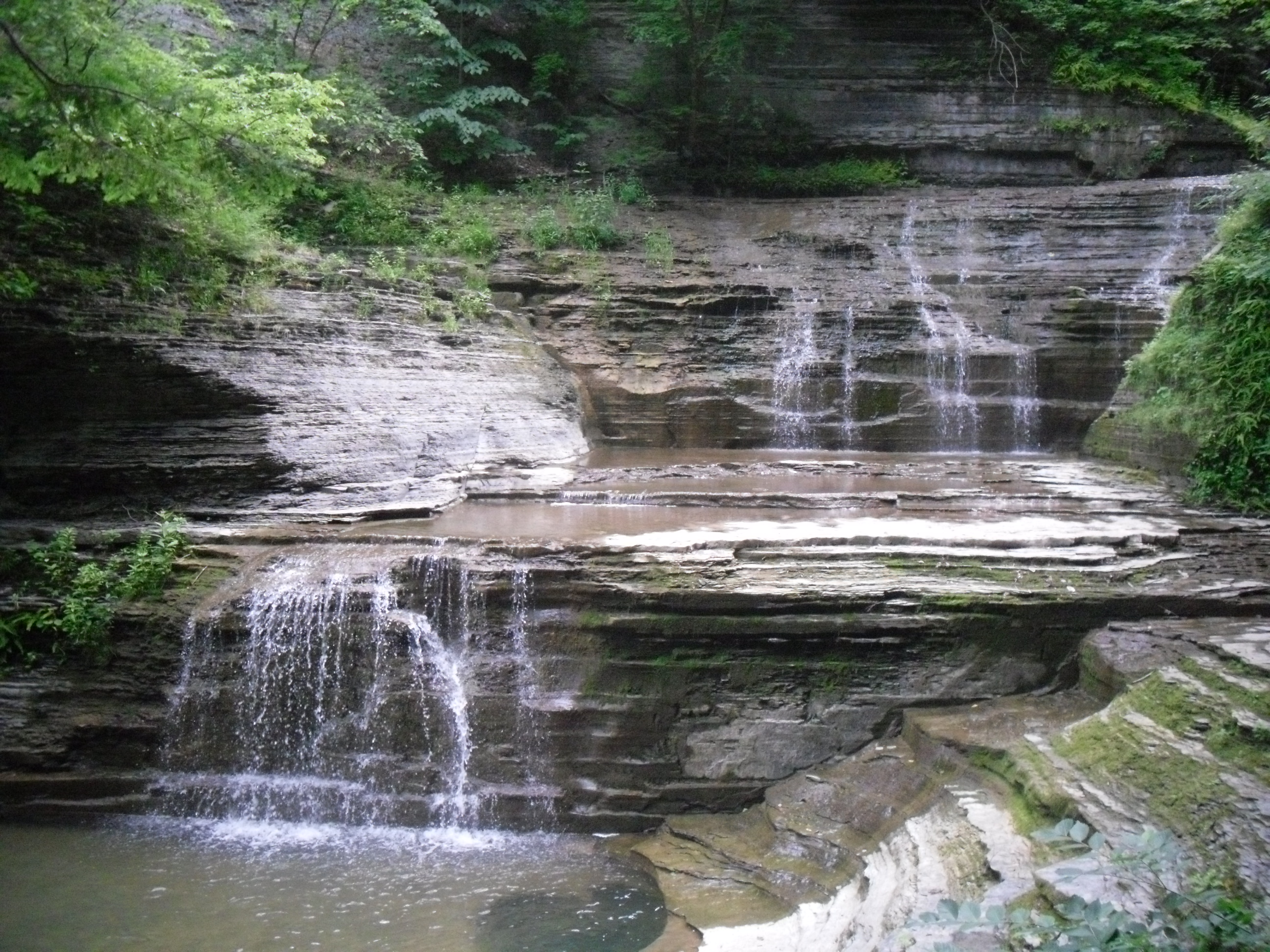

## روابط خارجية
- New York State Parks: Buttermilk Falls State Park